# Phonklextro
El Phonklexto s un género de fusión de phonk con complextro, un subgénero del electro house. El estilo mezcla la energía nostálgica y oscura del phonk de los años 90 y 2000 con la combinación llena de ruido de elementos de música house, dubstep melódico y voces cortadas presentes en el complextro.Su origen está asociado a DJ Rouzee.